# Liu Hai

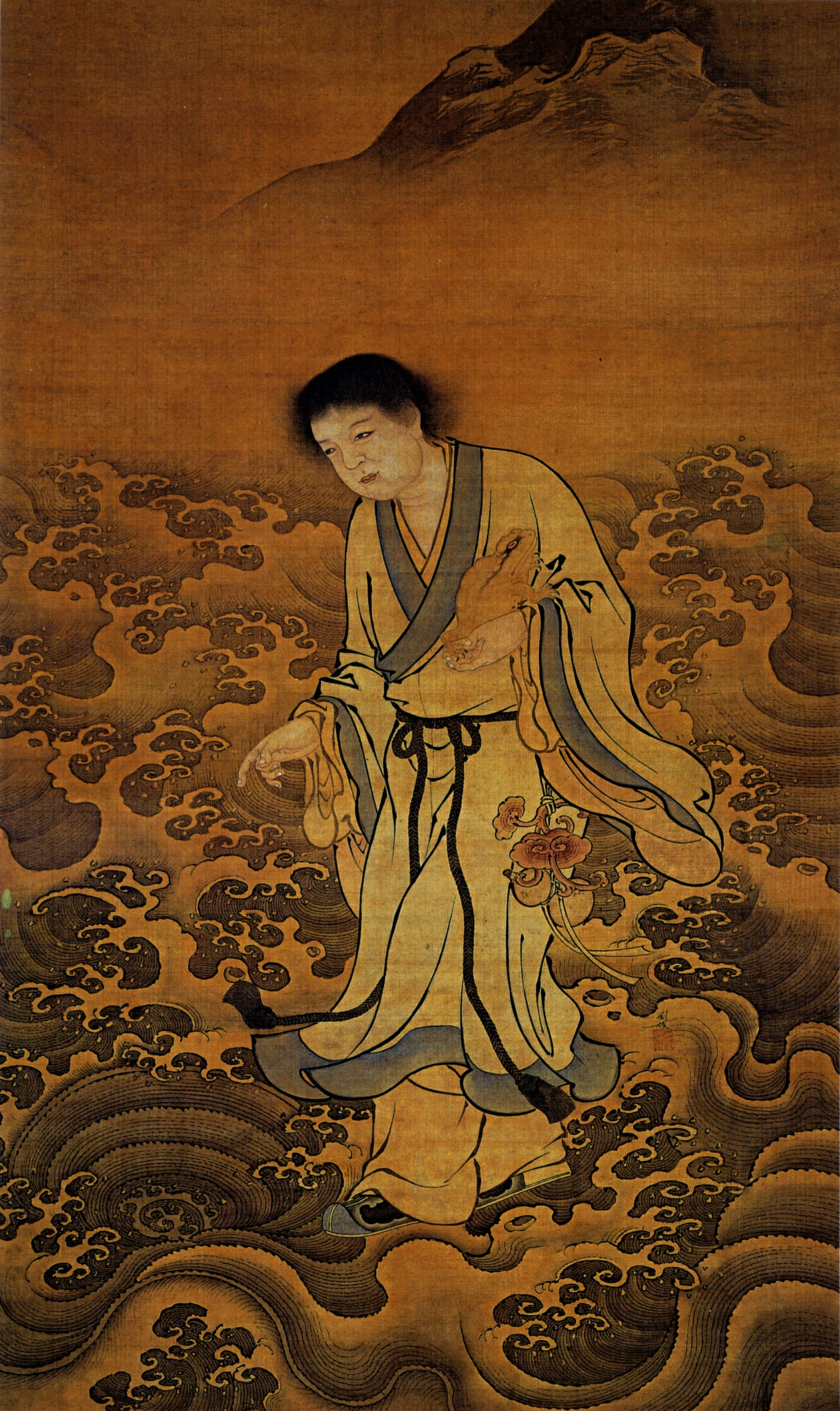
Liu Hai na XV-wiecznym zwoju

Liu Hai (劉海) – chińskie bóstwo z wierzeń taoistycznych. W ikonografii przedstawiany jest zazwyczaj jako młody mężczyzna stojący na trzynożnej ropusze i wywijający sznurem z nawleczonymi nań monetami. Uważany jest za bóstwo które zawsze służy pomocą.
Według najbardziej rozpowszechnionej legendy był urzędnikiem na dworze dynastii Jin w Okresie Pięciu Dynastii i Dziesięciu Królestw. Gdy w wieku pięćdziesięciu lat został ministrem, spotkał dwóch taoistycznych świętych. Ci wzięli od niego monetę i dziesięć jaj, po czym układając jaja po kolei jedno na drugim na monecie zbudowali z nich wieżę. Gdy Liu Hai ostrzegł ich że budowanie takiej konstrukcji jest ryzykowne, ci odparli mu że na pewno nie mniej ryzykowne niż służba u władców. Po tej rozmowie Liu Hai przeszedł nawrócenie i został taoistą.